# József Deme
József Deme (* 11. Dezember 1951 in Szolnok) ist ein ehemaliger ungarischer Kanute.

## Erfolge
József Deme nahm an drei Olympischen Spielen teil. Bei seinem Olympiadebüt 1972 in München startete er mit János Rátkai im Zweier-Kajak auf der 1000-Meter-Strecke. In den Vor- und Halbfinalläufen belegten sie jeweils den ersten Platz und sicherten sich damit den Einzug in den Endlauf. Im Rennen um die Medaillen überquerten sie schließlich nach 3:32,00 Minuten als zweites Boot die Ziellinie, hinter den siegreichen Mikalaj Harbatschou und Wiktor Kratassiuki aus der Sowjetunion und vor den Polen Władysław Szuszkiewicz und Rafał Piszcz, sodass sie die Silbermedaille gewannen.
Bei den Olympischen Spielen 1976 in Montreal bildeten Deme und Rátkai erneut ein Team, diesmal auf der 500-Meter-Distanz. Nach einem fünften Platz im Vorlauf gewannen sie ihren Hoffnungslauf und wurden Zweite in ihrem Halbfinale, womit sie erneut ins Finale einzogen. Dieses schlossen sie nach 1:38,61 Minuten auf dem fünften Platz ab. Darüber hinaus waren beide Mitglied der ungarischen Mannschaft im Vierer-Kajak. Im Vorlauf belegten sie zunächst Rang vier, ehe sie aufgrund eines Sieges im Hoffnungslauf das Halbfinale erreichte. Sie beendeten ihren Lauf auf Rang zwei und zogen daraufhin ins Finale ein, das sie auf dem achten Platz beendeten. Vier Jahre darauf in Moskau gehörte Deme ebenso wie Rátkai erneut zum ungarischen Aufgebot im Vierer-Kajak. Mit Rátkai, Zoltán Sztanity und József Kosztyán belegte er im Vorlauf den vierten Platz und qualifizierte sich dank Rang zwei im Halbfinale für den Endlauf. Diesen beendeten sie in 3:17,27 Minuten auf Rang fünf, 1,8 Sekunden hinter dem Bronzerang.
Deme gewann sämtliche seiner sieben Medaillen bei Weltmeisterschaften zusammen mit János Rátkai. Im Zweier-Kajak belegten sie 1973 in Tampere über 500 Meter den zweiten Platz, während sie über 1000 Meter Weltmeister wurden. Darüber hinaus gelang ihnen auch im Vierer-Kajak über 1000 Meter der Titelgewinn. 1974 wiederholten sie in Mexiko-Stadt im Zweier-Kajak über 500 Meter ihren zweiten Platz. Im Vierer-Kajak gewannen sie 1974 auf der 1000-Meter-Strecke ebenso Bronze wie ein Jahr darauf in Belgrad. Im Zweier-Kajak belegten sie über 1000 Meter bei den Weltmeisterschaften 1975 den dritten Platz.